# Nova Prata do Iguaçu
Nova Prata do Iguaçu este un oraș în Paraná (PR), Brazilia.